# Кубик и Тобик
«Кубик и Тобик» — советский рисованный мультипликационный фильм режиссёра Владимира Арбекова, созданный на киностудии «Союзмультфильм» в 1984 году.

## Сюжет
Однажды на территории детского сада Солнышко встретились четверо маленьких зверят – гусёнок, щенок, котёнок и козлёнок. Зверята нашли оставленную кем-то игрушку – кубики, на сторонах которых были нарисованы части их портретов, и начали выяснять, кому какие кубики должны принадлежать.
Первый кубик нашел гусёнок и решил, что он должен принадлежать исключительно ему, потому что на одной из сторон была нарисована его голова. Но щенок с этим был не согласен: почему это кубик должен быть у гусенка, если на другой его стороне нарисовано его, щенка, ухо? Козлёнок нашёл ещё два кубика и был тоже уверен, что они принадлежат только ему – ведь на двух сторонах кубиков явно нарисованы его части. Самым хитрым оказался котенок. Найдя четвертый кубик, он хитростью завладел сразу тремя и попытался убедить компанию, что это совершено справедливо.
Малыши едва не рассорились, но в конечном итоге выяснили, что для составления каждого из их портретов целиком – кубиков должно быть четыре и разбивать их нельзя. А значит, радостно поняли зверята – кубики общие.

## Создатели
| Автор сценария             | Сакко Рунге |
| Кинорежиссёр               | Владимир Арбеков                                                                                                 |
| Художник-постановщик       | Светлана Гвиниашвили                                                                                             |
| Композитор                 | Николай Соколов                                                                                                  |
| Звукооператор              | Владимир Кутузов                                                                                                 |
| Кинооператор               | Борис Котов |
| Художники-мультипликаторы: | Владимир Шевченко, Галина Зеброва, Антонина Алёшина, Владимир Вышегородцев                                       |
| Художники:                 | Александр Сичкарь, Татьяна Агафонова                                                                             |
| Ассистент режиссёра        | Людмила Морозова                                                                                                 |
| Монтажёр                   | Галина Смирнова                                                                                                  |
| Роли озвучивали:           | Борис Рунге — котёнок, Григорий Толчинский — щенок Тобик, Клара Румянова — козлёнок, Наталья Державина — гусёнок |
| Редактор                   | Т. Воронецкая |
| Директор съёмочной группы  | Нинель Липницкая                                                                                                 |